# Sân bay quốc tế Athens
Sân bay quốc tế Athens (tiếng Hy Lạp: Διεθνής Αερολιμένας Αθηνών, Diethnís Aeroliménas Athinón) cũng gọi là "Elefthérios Venizélos", Ελευθέριος Βενιζέλος) (IATA: ATH, ICAO: LGAV), là một sân bay ở Athens, Hy Lạp. Sân bay này bắt đầu hoạt động ngày 29 tháng 3 năm 2001, đây là sân bay dân sự phục vụ thành phố Athens và vùng Attica. Đây là một trung tâm của hãng Olympic Airlines, cũng như hãng Aegean Airlines. Sân bay này phục vụ 16 triệu lượt khách mỗi năm. Sân bay này có thể phục vụ máy bay phản lực lớn như A380 và đã được Cơ quan an toàn hàng không châu Âu và Cục Hàng không Liên bang cấp giấy chứng nhận.

## Hãng hàng không và tuyến bay

### Thường lệ
| Hãng hàng không                                 | Các điểm đến | Sảnh/Quầy check-in |
| ----------------------------------------------- | --- | ------------------ |
| Aegean Airlines                                 | Abu Dhabi, Alexandroupolis, Amman-Queen Alia, Barcelona, Beirut, Belgrade, Berlin-Tegel, Bordeaux (bắt đầu từ ngày 3 Tháng 6 năm 2015), Brussels, Bucharest, Budapest, Cairo, Cephalonia, Chania, Chios, Copenhagen, Corfu, Düsseldorf, Frankfurt, Geneva, Hamburg, Helsinki (bắt đầu từ ngày 1 Tháng 6 năm 2015), Heraklion, Ioannina, Istanbul-Atatürk, Kos, Kiev-Zhulyany, Larnaca, Limnos, London-Heathrow, Madrid, Manchester, Marseille, Milan-Malpensa, Moscow-Domodedovo, Munich, Mykonos, Mytilini, Oslo, Gardernoen (bắt đầu từ ngày 21 tháng 6 năm 2015), Paris-Charles de Gaulle, Prague, Rhodes, Rome-Fiumicino, Riyadh (bắt đầu từ ngày 20 Tháng 7 năm 2015), Samos, Santorini, Sharm el-Sheikh (bắt đầu từ ngày 30 Tháng 3 năm 2015), Sofia, Stockholm-Arlanda, Strasbourg, Stuttgart, Tbilisi, Tehran-Imam Khomeini (bắt đầu từ ngày 1 Tháng 10 năm 2015), Tel Aviv-Ben Gurion, Thessaloniki, Toulouse (bắt đầu từ ngày 6 Tháng 6 năm 2015), Vienna, Warsaw-Chopin, Yerevan (bắt đầu từ ngày 29 tháng 4 năm 2015), Zürich Theo mùa: Birmingham, Hannover, London-Gatwick, Lyon, Nantes, Paphos (bắt đầu từ ngày 29 Tháng 3 năm 2015), Pisa (bắt đầu từ ngày 15 Tháng 6 năm 2015), Saint Petersburg, Tallinn (bắt đầu từ ngày 19 Tháng 6 năm 2015), Venice-Marco Polo | B/4                |
| Aegean Airlines vận hành bởi Olympic Air        | Alexandria-Borg El Arab (bắt đầu từ ngày 27 Tháng 5 năm 2015), Alexandroupolis, Belgrade, Bucharest, Cephalonia, Chios, Corfu, Ioannina, Kavala, Limnos, Malta (bắt đầu từ ngày 2 Tháng 6 năm 2015), Preveza (bắt đầu từ ngày 6 Tháng 6 năm 2015), Samos, Skyros, Sofia, Tirana Theo mùa: Catania, Dubrovnik (bắt đầu từ ngày 18 Tháng 6 năm 2015), Izmir | B/4                |
| Aer Lingus                                      | Theo mùa: Dublin | A/1                |
| Aeroflot                                        | Moscow-Sheremetyevo | A/2                |
| Air Armenia                                     | Yerevan | A/1                |
| Air Canada Rouge                                | Theo mùa: Montréal-Trudeau, Toronto-Pearson | A/1                |
| Air China                                       | Bắc Kinh-Thủ đô, Munich | A/3                |
| Air France                                      | Paris-Charles de Gaulle Theo mùa: Nice, Toulouse | A/2                |
| Air Malta                                       | Malta, Sofia | B/1                |
| Air Moldova                                     | Chișinău | A/1                |
| Air Serbia                                      | Belgrade | A/1                |
| Air Transat                                     | Theo mùa: Montréal-Trudeau, Toronto-Pearson | A/1                |
| airBaltic                                       | Theo mùa: Riga | B/1                |
| Alitalia                                        | Rome-Fiumicino Theo mùa: Milan-Linate | B/2                |
| Astra Airlines                                  | Sitia | B/1                |
| Austrian Airlines                               | Vienna (tiếp tục lại từ ngày 1 Tháng 4 năm 2015) | B/3                |
| Austrian Airlines vận hành bởi Tyrolean Airways | Vienna (kết thúc từ ngày 31 Tháng 3 năm 2015) | B/3                |
| British Airways                                 | London-Heathrow | A/1                |
| Brussels Airlines                               | Brussels | B/3                |
| Blue Air                                        | Larnaca | Α/3                |
| Bulgaria Air                                    | Sofia | A/1                |
| Croatia Airlines                                | Theo mùa: Dubrovnik, Split, Zagreb | A/1                |
| Czech Airlines                                  | Prague (tiếp tục lại từ ngày 3 Tháng 5 năm 2015) | B/3                |
| Delta Air Lines                                 | Theo mùa: New York-JFK | A/2                |
| easyJet                                         | Berlin-Schönefeld, Edinburgh, Hamburg, London-Gatwick, Manchester, Milan-Malpensa, Naples (bắt đầu từ ngày 30 Tháng 3 năm 2015), Rome-Fiumicino (kết thúc từ ngày 12 Tháng 4 năm 2015) Summer Theo mùa: Paris-Orly | B/1 A1             |
| easyJet Switzerland                             | Theo mùa mùa hè: Geneva | B/1                |
| Ellinair                                        | Kiev-Boryspil (bắt đầu từ ngày 2 Tháng 6 năm 2015), Moscow-Domodedovo (bắt đầu từ ngày 25 Tháng 4 năm 2015) | A/1                |
| EgyptAir                                        | Cairo | A/3                |
| EgyptAir vận hành bởi EgyptAir Express          | Alexandria-Borg El Arab | A/3                |
| El Al                                           | Tel Aviv-Ben Gurion | A/1                |
| Emirates                                        | Dubai-International, Newark | A/1                |
| Etihad                                          | Abu Dhabi | A/1                |
| Finnair                                         | Theo mùa: Helsinki (bắt đầu từ ngày 5 Tháng 4 năm 2015) | B/4                |
| Germanwings                                     | Düsseldorf (bắt đầu từ ngày 9 Tháng 4 năm 2015) Theo mùa: Cologne/Bonn, Stuttgart | B/1                |
| Gulf Air                                        | Bahrain | A/1                |
| Iberia                                          | Madrid | B/1                |
| Iberia Express                                  | Theo mùa: Madrid | B/1                |
| Jetairfly                                       | Summer Theo mùa: Brussels | B/1                |
| KLM                                             | Amsterdam | B/2                |
| LOT Polish Airlines                             | Theo mùa: Warsaw-Chopin | B/1                |
| Lufthansa                                       | Frankfurt, Munich | B/4                |
| Middle East Airlines                            | Beirut | A/1                |
| Niki                                            | Vienna (bắt đầu từ ngày 1 Tháng 4 năm 2015) | B/3                |
| Norwegian Air Shuttle                           | Theo mùa: Copenhagen, Helsinki, Oslo-Gardermoen, Sân bay quốc tế Stockholm-Arlanda | B/1                |
| Olympic Air                                     | Astypalaia, Ikaria, Kalymnos, Karpathos, Kythira, Leros, Milos, Naxos, Paros, Skiathos, Syros, Zakynthos | B/4                |
| Pegasus Airlines                                | Istanbul-Sabiha Gökçen, Izmir | A/1                |
| Qatar Airways                                   | Doha | A/1                |
| Royal Jordanian                                 | Amman-Queen Alia | A/1                |
| Ryanair                                         | Bergamo, Berlin-Schönefeld (bắt đầu từ ngày 25 Tháng 10 năm 2015), Bratislava (bắt đầu từ ngày 2 Tháng 4 năm 2015), Brussels-Charleroi, Budapest (bắt đầu từ ngày 1 tháng 4 năm 2015), Chania, London-Stansted, Paphos, Rhodes, Rome-Ciampino, Santorini (bắt đầu từ ngày 1 Tháng 4 năm 2015), Thessaloniki, Warsaw–Modlin (bắt đầu từ ngày 29 Tháng 3 năm 2015) | B/1 A/1            |
| S7 Airlines                                     | Theo mùa: Moscow-Domodedovo (tiếp tục lại từ ngày 2 Tháng 5 năm 2015) | A/2                |
| Scandinavian Airlines                           | Copenhagen, Sân bay quốc tế Stockholm-Arlanda Theo mùa: Gothenburg-Landvetter, Oslo | B/4                |
| Sky Express                                     | Heraklion, Kastoria, Kozani | B/1                |
| SkyGreece Airlines                              | New York-JFK (bắt đầu từ ngày 19 Tháng 6 năm 2015), Toronto-Pearson (bắt đầu từ ngày 17 Tháng 5 năm 2015) Theo mùa: Montréal-Trudeau (bắt đầu từ ngày 24 Tháng 5 năm 2015), Zagreb (bắt đầu từ ngày 22 Tháng 6 năm 2015) | A/1                |
| Singapore Airlines                              | Theo mùa: Singapore | A/3                |
| Swiss International Air Lines                   | Geneva, Zürich | B/1                |
| TAROM                                           | Bucharest | A/2                |
| Transavia.com                                   | Amsterdam, Eindhoven | B/3                |
| Transavia.com France                            | Paris-Orly Theo mùa: Lyon, Nantes | B/3                |
| Turkish Airlines                                | Istanbul-Atatürk | A/3                |
| Ukraine International Airlines                  | Kiev-Boryspil | A/3                |
| Ural Airlines                                   | Krasnodar, Thessaloniki | A/1                |
| Volotea                                         | Theo mùa: Bari (bắt đầu từ ngày 1 Tháng 6 năm 2015), Palermo (bắt đầu từ ngày 26 Tháng 6 năm 2015), Pisa (bắt đầu từ ngày 29 Tháng 5 năm 2015), Santorini (bắt đầu từ ngày 29 Tháng 5 năm 2015), Venice-Marco Polo (bắt đầu từ ngày 3 Tháng 4 năm 2015) | B/1                |
| Vueling                                         | Barcelona, Rome-Fiumicino Theo mùa: Bilbao | B/1                |